# Phyllosticta artocarpina
Phyllosticta artocarpina är en svampart som beskrevs av Syd., P. Syd. & E.J. Butler 1916. Phyllosticta artocarpina ingår i släktet Phyllosticta och familjen Botryosphaeriaceae.   Inga underarter finns listade i Catalogue of Life.